# 3 (dal)
A "3" című dal Britney Spears kislemeze The Singles Collection című válogatásalbumáról. A "3" az egyetlen új dal a válogatásalbumon, amelyet Spears Max Martinnal készítette és szeptember 29-én debütált a rádiókban világszerte.

## Háttér
A 3 című dalt Max Martin svéd dalszövegíró és producer szerezte, aki már dolgozott együtt Britneyvel több korábbi slágerén is (…Baby One More Time, Oops!… I Did It Again, Stronger, If U Seek Amy). Britney júliusban rögzítette a dalt Svédországban a The Circus Starring Britney Spears turné európai szakaszán.

## Videóklip
A dalhoz tartozó klipet 2009 október 5-én és 6-án forgatták Los Angeles-ben. A klipet Diane Martel rendezte a koreográfiáért Tone & Rich felelt. A videó 2009 október 30-án jelent meg, az énekesnő VEVO csatornájára 2009 november 14-én töltötték fel. A videó eléggé egyszerű, a klipben végig fehér háttér látható, Britney felváltva táncol férfi és női táncosaival, több ruhát is visel a videóban.

## Élő előadások

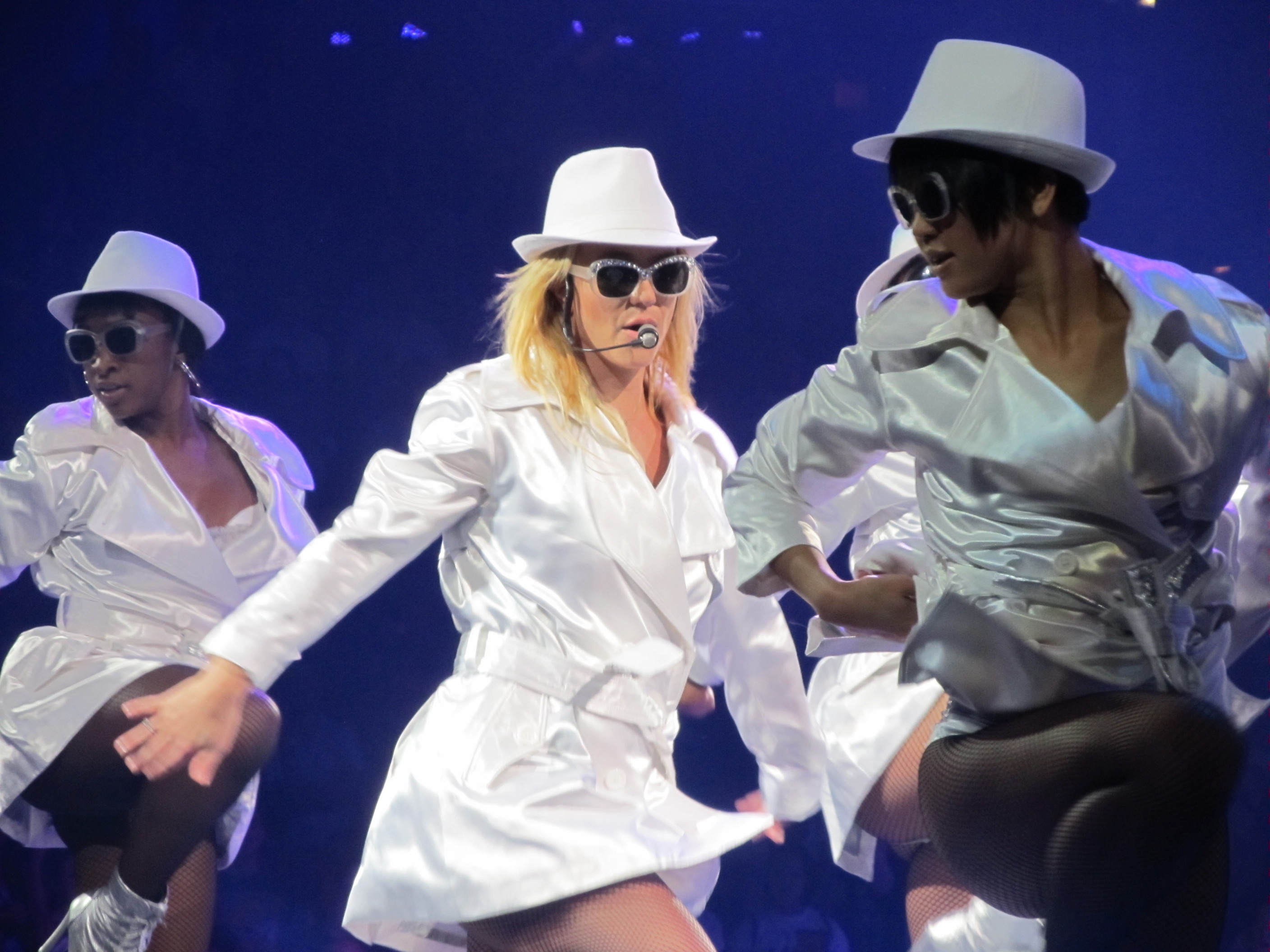
Britney a dal előadása közben a Femme Fatale turnén.

2011-ben a Femme Fatale promózása alatt Britney előadta a "Big Fat Bass" c. számot, mely tartalmazott részletet a "3"-ből. Ezután a Femme Fatale turné dallistáján is helyett kapott, majd 2013-tól 2015-ig a Britney: Piece of Me-n is előadta az énekesnő.

## Slágerlistás helyezések
| Slágerlista (2009)                          | Legmagasabb helyezés |
| ------------------------------------------- | -------------------- |
| Ausztrália (ARIA)                           | 6                    |
| Kanada (Canadian Hot 100)                   | 1                    |
| Csehország (Rádiós Top 100)                 | 10                   |
| Finnország (Suomen virallinen lista)        | 5                    |
| Franciaország (SNEP letöltési lista)        | 10                   |
| Németország (Hivatalos Német Slágerlista)   | 18                   |
| Magyarország (Rádiós Top 100)               | 12                   |
| Írország (IRMA)                             | 7                    |
| Izrael (Media Forest)                       | 8                    |
| Norvégia (VG lista)                         | 10                   |
| Skócia (Official Chart Company)             | 7                    |
| Dél-Korea (GAON)                            | 3                    |
| Svédország (Sverigetopplistan)              | 2                    |
| Svájc (Schweizer Hitparade)                 | 8                    |
| Egyesült Királyság (Official Chart Company) | 7                    |
| Egyesült Államok (Billboard Hot 100)        | 1                    |

## Minősítések
| Ország                | Minősítés     | Eladás    |
| --------------------- | ------------- | --------- |
| Ausztrália (ARIA)     | Platina       | 70.000    |
| Kanada (Music Canada) | 2×-es platina | 160.000   |
| Japán (RIAJ)          | Arany         | 100.000   |
| Új-Zéland (RMNZ)      | Arany         | 7.500     |
| Egyesült Államok      |               | 2.400.000 |

## Számlista
Digitális letöltés
1. 3 (Main Version) – 3:33

Promóciós kislemez
1. 3 (Main Version) – 3:33
2. 3 (Instrumental Version) – 3:33
3. 3 (Acapella Version) – 3:33